# アレッサンドロ・デ・マルキ
アレッサンドロ・デ・マルキ（Alessandro De Marchi、1986年5月19日 - ）は、イタリア・サン・ダニエーレ・デル・フリウーリ出身の自転車競技選手。ロードレースとトラックレースの兼用選手。

## 来歴
2010年、アンドローニ・ジョカットーリとスタジエル契約を結ぶ。翌年にプロ転向。
2013年にキャノンデール・プロサイクリングに移籍。同年クリテリウム・デュ・ドフィネの第8ステージで優勝。
2014年はデ・マルキにとって飛躍の年となる。ツール前哨戦ドフィネで山岳賞を獲得。そして本戦のツールでは区間勝利こそなかったもののスーパー敢闘賞を受賞。さらに続くブエルタ・ア・エスパーニャでは第7ステージで優勝した。
2015年からはBMC・レーシングに所属。同年ブエルタでは初日のチームタイムトライアルと第14ステージで優勝。
2021年、イスラエル・スタートアップネイションに移籍。

## 主な成績
2011年
- ジロ・デッラッペンニーノ 6位

2013年
- クリテリウム・デュ・ドフィネ 第8ステージ優勝

2014年
- クリテリウム・デュ・ドフィネ 山岳賞
- ツール・ド・フランス
  - 第13,14ステージ 敢闘賞
  -  スーパー敢闘賞
- ブエルタ・ア・エスパーニャ 第7ステージ優勝
- ツール・ド・フィヨルド 総合6位

2015年
- ブエルタ・ア・エスパーニャ 第1(TTT)&第14ステージ優勝

2016年
- ティレーノ〜アドリアティコ 第1(TTT)ステージ優勝
- ツール・ラ・プロヴァンス 総合6位
- ジロ・ディ・ロンバルディア 9位

2017年
- ボルタ・シクリスタ・ア・カタルーニャ 第2(TTT)ステージ優勝
- ボルタ・ア・ラ・コムニタ・バレンシア 第1(TTT)ステージ優勝

2018年
- ブエルタ・ア・エスパーニャ　区間優勝（第11ステージ）
- ジロ・デッレミリア 優勝

2021年
- セッティマーナ・インテルナツィオナーレ・ディ・コッピ・エ・バルタリ 区間優勝（第1bステージ・チームタイムトライアル）
- ツアー・オブ・ジ・アルプス  山岳賞
- ヨーロッパ選手権 チームタイムトライアル混合リレー 優勝
- トレ・ヴァッリ・ヴァレジーネ 優勝